# Sony
Sony Group Corporation, «Со́ни» (яп. ソニー・グループ株式会社 Сони Гурупу: кабусики-гайся) — японский транснациональный конгломерат со штаб-квартирой в Токио. В группу компаний Sony входят: Sony Corporation, производящая потребительскую и профессиональную электронику, музыкальные и развлекательные компании Sony Music Entertainment (Columbia Records) и Sony Music Entertainment Japan (Aniplex), кинокомпания Sony Pictures (Columbia Pictures, Sony Pictures Television и Crunchyroll) и видеоигровая и развлекательная компания Sony Interactive Entertainment (PlayStation Studios, PlayStation Productions и Bungie).

## История
Корпорация Sony была основана Акио Моритой и Масару Ибукой 7 мая 1946 года. В самом начале она называлась «Токё цусин когё кабусики-гайся» (Токийская телекоммуникационно-промышленная компания) или сокращённо Тоцуко или TTK, но, как выяснил Акио Морита, это название тяжело произносить американцам. Нынешнее название «Сони» произошло от комбинации лат. sonus («звук») и англ. sunny boys («солнечные ребята»; в варианте англ. sonny-boys приобрело в японском значение «малолетние гении»); кроме того, Морита старался найти слово, которого нет ни в одном языке мира. Поскольку в японском языке звуки «сон-ни» напоминают слово, обозначающее неуспешный бизнес (буквально: «потерять деньги»), было решено убрать одну из букв n.
Морита возглавлял компанию долгое время, отвечал за маркетинг и продажи и сумел привести её к огромному успеху на рынке. Sony сделала своё имя на хорошем и привлекательном дизайне и новшествах. Особенную роль компания уделяла уменьшению размеров своих изделий.
В 1950 году компания, тогда ещё называвшаяся TTK, начала выпуск первого в Японии магнитофона. Над улучшением качества звука магнитофонов начал работать Норио Ога. В начале 1950-х годов компания за 25 тыс. долларов купила у Western Electric лицензию на производство транзисторов и в 1955 году выпустила свой первый радиоприёмник — «TR-63», эта новинка положила начало успеху компании. Приёмник, хоть и назывался карманным и действительно был маленьким, в карман обычной мужской рубашки не влезал. Для коммивояжёров компания сшила специальные рубашки с увеличенными карманами, чтобы они могли при продаже продемонстрировать, как легко туда входит приёмник.
В январе 1958 года компания получила название Sony Corporation, в декабре того же года её акции начали котироваться на Токийской фондовой бирже, а с сентября 1970 года — также на Нью-Йоркской фондовой бирже.
В 1960 году Sony представила свой первый транзисторный телевизор. Также в 1960 году Акио Морито основал Sony Corporation of America. В 1962 году была создана дочерняя компания Sony Chemicals по изготовлению пластмассовых деталей для снижения зависимости от сторонних производителей; в 2012 году она стала самостоятельной компанией под названием Dexerials.
В 1968 году инженеры компании разработали кинескоп для цветных телевизоров Sony Trinitron, в котором использовалась одна (а не три) электронная пушка, что позволяло достичь большей чёткости изображения. В марте 1968 года было основано совместное предприятие CBS/Sony Records Inc., учредителями которого стали Sony Corporation и CBS Inc. В 1988 году Sony Corporation выкупила долю партнёра, а в 1991 году изменила название этой компании на Sony Music Entertainment (Japan) Inc.
В 1971 году было начато производство профессионального видеомагнитофона U-matic для телекомпаний, а в 1975 году — потребительского видеомагнитофона стандарта Betamax. В 1979 году появляется первый опытный образец портативного аудиоплеера Walkman.
В августе 1979 года было основано совместное предприятие Sony Corporation с ещё одной американской компанией, на этот раз в сфере страхования, The Prudential Insurance Company of America. Это совместное предприятие называлось Sony Prudential Life Insurance Co., Ltd., в 1991 году изменило название на Sony Life Insurance Co., Ltd., с 1996 года стало полной собственностью Sony Corporation, а с 2004 года — дочерней компанией новосозданной финансовой компании Sony Financial Holdings.
В 1983 году Sony совместно с компанией Philips выпустила на рынок первые компакт-диски. В 1984 году было основано подразделение по производству электронных комплектующих, в том числе для других производителей техники. В 1985 году начался выпуск портативных видеокамер на 8-миллиметровых видеокассетах.
В январе 1988 года за 2 млрд долларов была куплена компания CBS Records, подразделение звукозаписи CBS, Inc.; в 1991 году она была переименована в Sony Music Entertainment, а в 2008 году — в Sony Music Holdings. В 1989 году была куплена компания Columbia Pictures Entertainment, с 1991 года она называется Sony Pictures Entertainment.
В 1993 году была основана дочерняя компания Sony Computer Entertainment, переименованная в Sony Interactive Entertainment Inc. (SIEI) в апреле 2016 года. В октябре было основано совместное предприятие с Майклом Джексоном Sony/ATV Music Publishing, с сентября 2016 года оно в собственности Sony на 100 %, а в 2021 году было переименовано в Sony Music Publishing (US) LLC.
В конце 1994 года корпорация представила на японский рынок игровую консоль — PlayStation, в следующем году она появилась и на американском рынке. В 1997 году Sony начала выпуск DVD-плееров, а также компьютеров и ноутбуков под торговой маркой VAIO. В 2000 году появилась игровая консоль PlayStation 2.
В 2001 году корпорация Sony создала совместное предприятие со шведской компанией Ericsson с целью производства собственных мобильных телефонов. В 2002 году был произведён первый выпуск телефонов Sony Ericsson. Постепенно добавляя свои изобретения в телефоны, Sony произвела на свет серии Walkman и Cyber-shot. Но в 2011 году Ericsson отказалась от своей доли в партнёрстве. Со следующего года все мобильные телефоны стали выпускаться исключительно под брендом Sony.
В 2002 году была поглощена компания Aiwa. В 2004 году была основана финансовая холдинговая компания Sony Financial Holdings Inc. (SFH), в которую вошли страховые компании Sony Life Insurance и Sony Assurance, а также банк Sony Bank Inc. Также в 2004 году было основано совместное с Samsung Electronics предприятие по производству жидкокристаллических дисплеев на тонкоплёночных транзисторах S-LCD Corporation, в 2012 году Sony продала свою долю корейскому партнёру. Ещё одно совместное предприятие в сфере звукозаписи было образовано в 2004 году с немецкой компанией Bertelsmann AG, оно получило название Sony BMG, в 2008 году перешло под полный контроль Sony, а в 2009 году изменило название на Sony Music Entertainment. В июле 2011 года Sony DADC купила завод по производству оптических CD, DVD, Blu-Ray дисков в городе Боровске (Калужская область).
В 2012 году совместно с другими японскими производителями электроники (Toshiba, Hitachi), а также государственно-частной корпорацией INCJ было создано предприятие Japan Display, занимающееся производством экранов для мобильных устройств. В том же году завершилась сделка по выкупу доли Ericsson в бывшем совместном предприятии Sony Ericsson, которое было переименовано в Sony Mobile Communications. Началось активное продвижение продукции Sony на рынок Android-смартфонов и планшетов. Также в 2012 году была куплена доля в звукозаписывающей компании EMI Music Publishing, в 2018 году она была поглощена полностью.
В 2013 году было основано совместное предприятие Sony Olympus Medical Solutions Inc. с японской компанией Olympus. В 2014 году было продано подразделение по производству персональных компьютеров под торговой маркой VAIO другой японской компании, Japan Industrial Partners. В 2017 году производство батареек было продано Murata Manufacturing Co., Ltd. Group. В декабре 2018 года стало известно, что компания наращивает выпуск 3D-камер, которые вызвали интерес производителей смартфонов, в частности Apple.
В апреле 2021 года Sony объявила о смене названия с Sony Corporation на Sony Group Corporation. В августе 2021 года была завершена покупка сервиса Crunchyroll. В январе 2022 года Sony объявила о покупке американской студии по разработке компьютерных игр Bungie; сумма сделки составила 3,6 млрд долларов. В сентябре 2022 года было создано совместное предприятие с Honda Sony Honda Mobility по производству электромобилей под брендом Afeela.
В конце января 2025 года Sony объявила очередные перестановки топ-менеджеров: с 1 апреля 2025 года президентом и генеральным директором корпорации станет бывший финансовый директор Хироки Тотоки, его место займёт бывший заместитель финансового директора SIE Лин Тао (впервые за 80-летнюю историю корпорации такую должность получила женщина), а Sony Interactive Entertainment единолично возглавит Хидеаки Нисино. Герман Хульст займет пост руководителя PlayStation Studios. На фоне этих перестановок акции Sony достигли исторического максимума, превзойдя стоимость акций 25-летней давности в период запуска PlayStation 2. В феврале 2025 года Sony стала второй по величине компанией в Японии по рыночной капитализации, которая превысила 149 млрд долларов.

## Деятельность
Подразделения корпорации по состоянию на 2023/24 финансовый год:
- Game & Network Services (G&NS) — разработка и производство игровых консолей PlayStation, программного обеспечения, игр и контента к ним, сетевые услуги; 32 % выручки;
- Sony Music — производство и продажа музыкальных носителей, организация концертов, лицензирование использования музыкальных произведений; 12 % выручки;
- Sony Pictures — производство игровых и анимационных фильмов на киностудиях Columbia Pictures, Screen Gems, TriStar Pictures, 3000 Pictures, Sony Pictures Animation, Stage 6 Films, Affirm Films[англ.], Sony Pictures Classics[англ.] и Sony Pictures Imageworks[англ.]; производство телепрограмм; управление телесетями и сервисами потокового вещания (в Японии, Индии, США и других странах); 11 % выручки;
- Entertainment, Technology & Services (ET&S) — разработка, производство и продажа теле-, видео- и аудиоаппаратуры, фотоаппаратов, видеокамер и мобильных телефонов; 19 % выручки;
- Imaging & Sensing Solutions (I&SS) — разработка и производство фотоматриц, дисплеев, лазеров, интегральных схем и других полупроводниковых приборов; 12 % выручки;
- Financial Services — страховые и банковские услуги в Японии; 14 % выручки;
- другое — неосновные направления деятельности, включая производство оптических дисков и других носителей информации; 1 % выручки.

Выручка Sony Group за 2023/24 финансовый год составила 13 трлн иен (90,2 млрд долларов США). Географически распределение выручки корпорации выглядело следующим образом:
- Япония — ¥3,03 трлн (23 %);
- США — ¥3,75 трлн (29 %);
- Европа — ¥2,63 трлн (20 %);
- Китай — ¥1,00 трлн (8 %);
- Азиатско-тихоокеанский регион — ¥1,66 трлн (13 %);
- другие регионы — ¥948 млрд (7 %)[2].

На собственных производственных мощностях производится 64 % продукции. Почти половина продукции изготавливается на предприятиях в Японии. Также есть крупные заводы в США (Индиана), Китае (Хойчжоу, Пекин, Уси), Малайзии (Пинанг и Банги), Таиланде, но за рубежом преобладает производство сторонними подрядчиками, на них приходится 57 % произведённого в КНР и 72 % произведённого в других странах Азии, в то время как в Японии корпорация почти полностью полагается на собственное производство, на него приходится 89 %.
|                     | 2002…  | 2007…  | 2012   | 2013  | 2014   | 2015   | 2016  | 2017  | 2018  | 2019  | 2020  | 2021  | 2022  | 2023  | 2024  |
| ------------------- | ------ | ------ | ------ | ----- | ------ | ------ | ----- | ----- | ----- | ----- | ----- | ----- | ----- | ----- | ----- |
| Оборот              | 7,578… | 8,296… | 6,493  | 6,796 | 7,767  | 8,216  | 8,106 | 7,603 | 8,544 | 8,666 | 8,260 | 8,999 | 9,922 | 10,97 | 13,02 |
| Чистая прибыль      | 0,015… | 0,126… | -0,455 | 0,042 | -0,128 | -0,126 | 0,148 | 0,073 | 0,491 | 0,916 | 0,582 | 1,172 | 0,882 | 1,005 | 0,971 |
| Активы              | 8,186… | 11,72… | 13,30  | 14,21 | 15,33  | 15,83  | 16,67 | 17,66 | 19,07 | 20,98 | 23,04 | 26,35 | 30,48 | 31,15 | 34,11 |
| Собственный капитал | 2,370… | 3,370… | 2,024  | 2,192 | 2,258  | 2,317  | 2,463 | 2,497 | 2,967 | 3,746 | 4,125 | 5,576 | 7,144 | 6,599 | 7,587 |

Примечание. Данные на 31 марта, когда в Японии заканчивается финансовый год.
В списке крупнейших публичных компаний мира Forbes Global 2000 за 2024 год Sony заняла 67-е место. В списке Fortune Global 500 в 2024 году Sony заняла 128-е место.

## Продукция

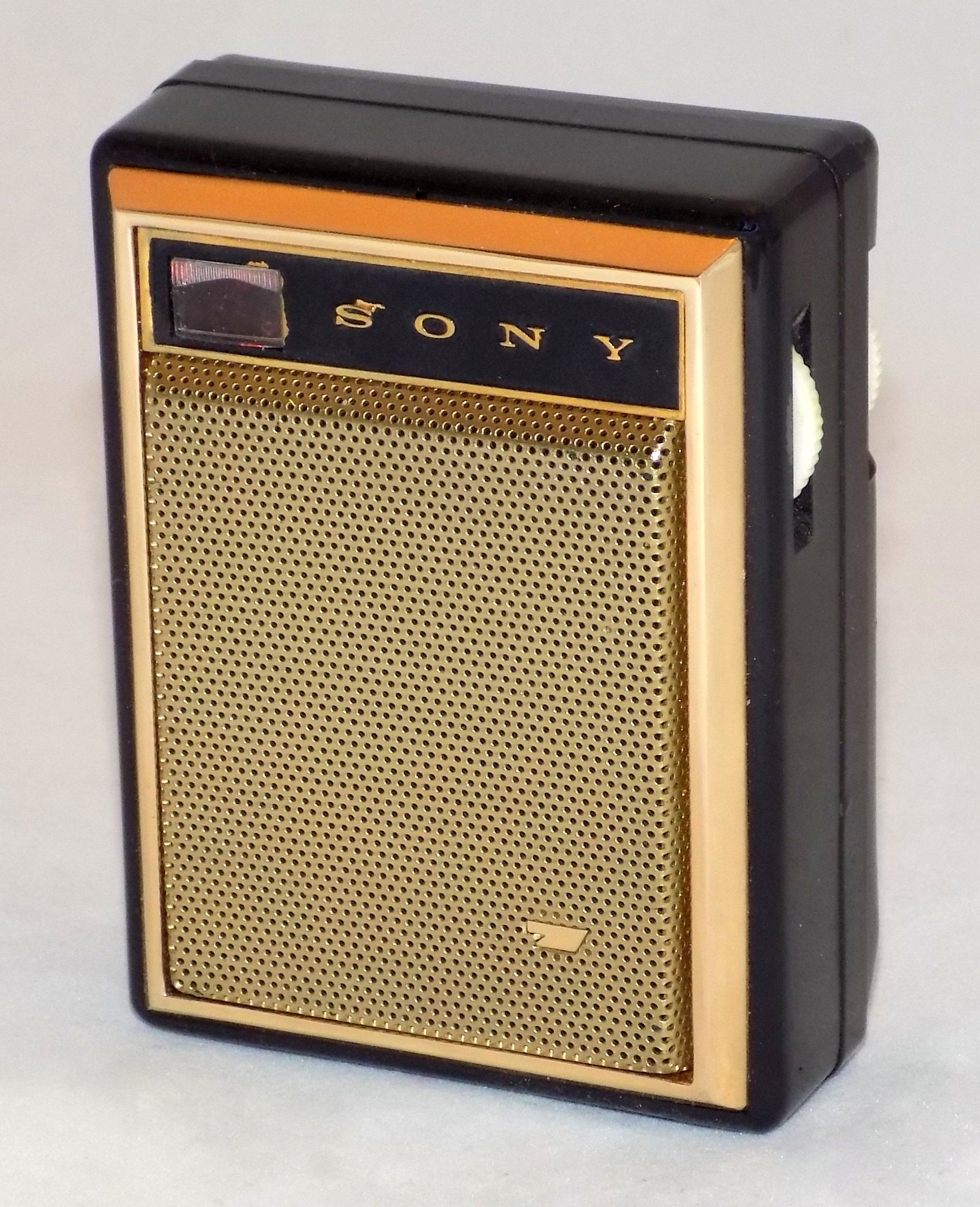
Транзисторный радиоприёмник Sony TR-730, выпущенный в Японии приблизительно в 1960 году

### Электроника

#### Звук
Sony выпустила первый в мире портативный музыкальный плеер Walkman в 1979 году в комплекте с наушниками MDL-3L2. Это способствовало фундаментальным изменениям в привычках слушать музыку, позволив людям носить музыку с собой и слушать её через лёгкие наушники.

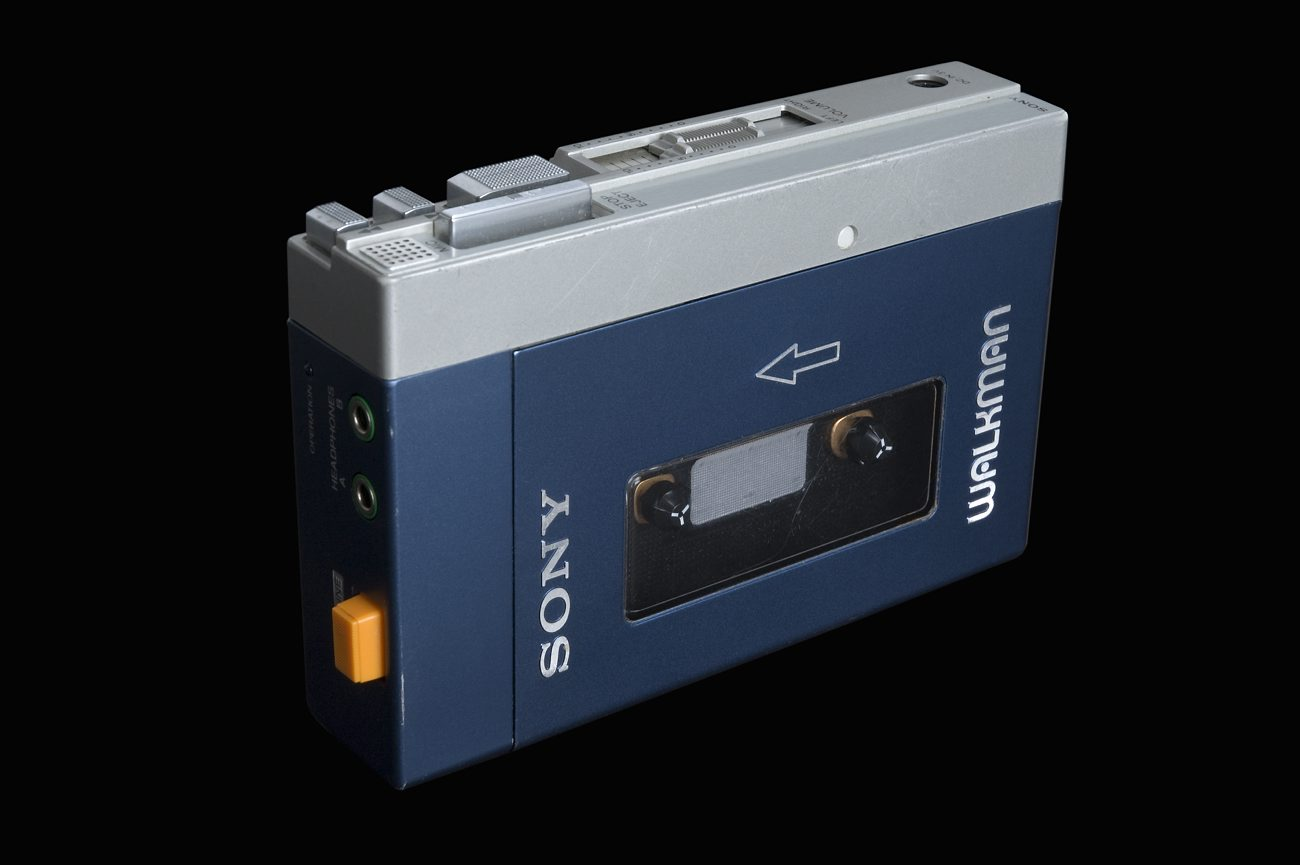
Первый Walkman TPS-L2 (1979)

Первоначально использовавшийся для обозначения портативных аудиокассетных плееров бренд Walkman был широко принят компанией для обозначения портативных цифровых аудио- и видеоплееров, а также линейки мобильных телефонов Sony Ericsson. В случае проигрывателей оптических дисков торговая марка Discman использовалась до конца 1990-х годов. В 1999 году были представлены первые портативные цифровые аудиоплееры Sony; один был проигрывателем, использующим флеш-накопитель Memory Stick, созданным подразделением Walkman, а другой был проигрывателем меньшего размера, размером с ручку, со встроенным флеш-накопителем, созданным подразделением VAIO; оба были оснащены технологией защиты авторских прав Sony OpenMG и программным обеспечением для ПК для передачи музыки.
Sony — крупный производитель аудиопродукции и один из лидеров в области технологий активного шумоподавления.

#### Видео
В 1959 году Sony произвела TV8-301, первый в мире полностью транзисторный телевизор.

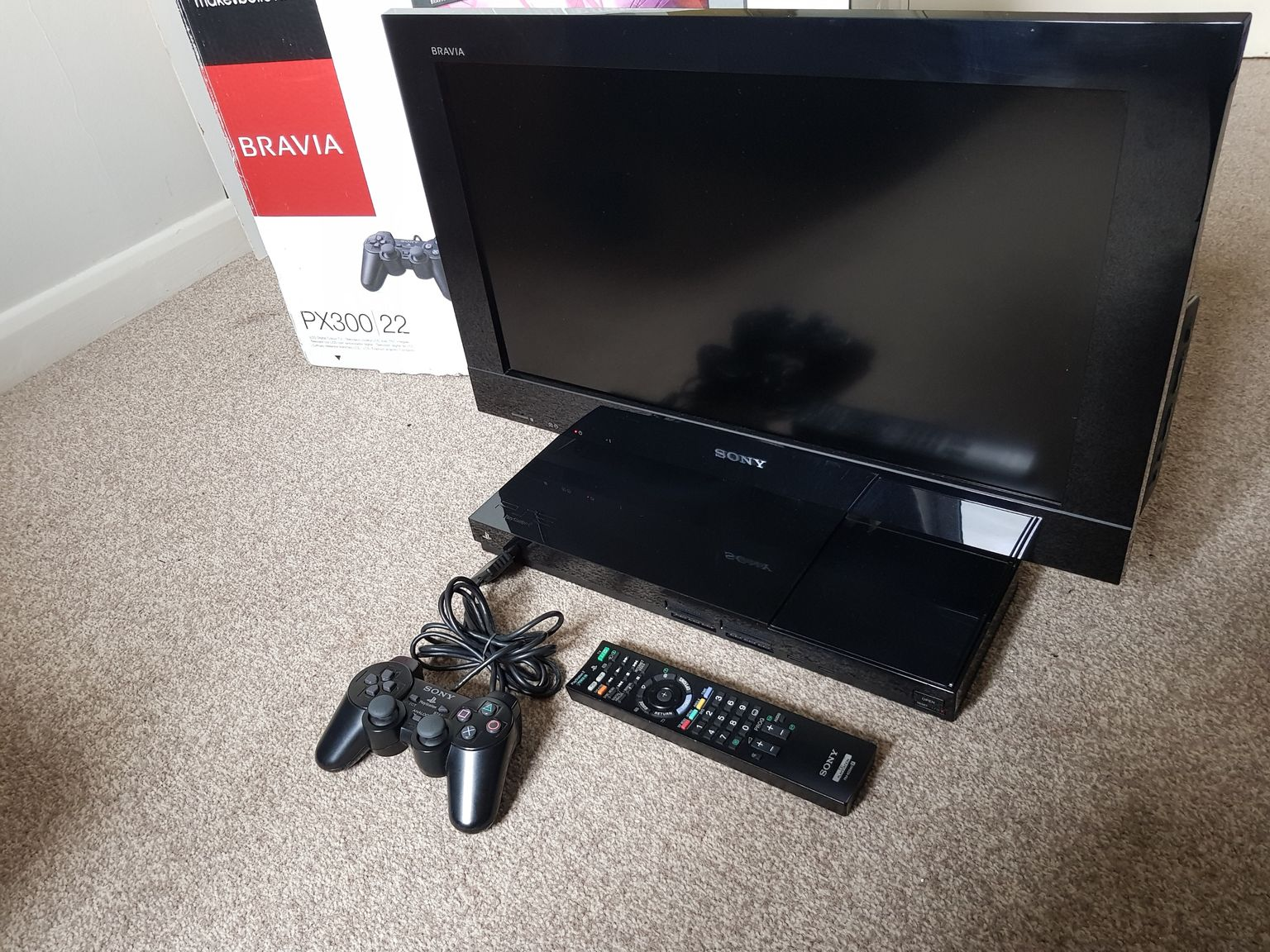
Sony Bravia совмещённая с PlayStation 2

В 1968 году компания представила торговую марку Trinitron для своих линеек телевизоров с электронно-лучевой трубкой и апертурной решёткой, а затем — и компьютерных мониторов. В 2005 году Sony прекратила выпуск компьютерных мониторов Trinitron, а в начале 2007 года также и телевизоров Trinitron. Конец Trinitron ознаменовал конец аналоговых телевизоров и мониторов Sony.
Sony использовала название LCD WEGA для своих ЖК-телевизоров до лета 2005 года. Затем компания представила название Bravia.
Bravia — бренд, принадлежащий Sony, под которым выпускаются ЖК-телевизоры высокой чёткости, проекционные телевизоры, фронтальные проекторы и домашние кинотеатры. С 2005 года все плоские ЖК-телевизоры Sony высокой чёткости в Северной Америке имеют логотип BRAVIA.
В ноябре 2007 года был выпущен первый OLED-телевизор Sony XEL-1, который разрабатывался в течение двух лет. Позже, в 2013 году, Sony продемонстрировала первый 4K OLED-телевизор.
По состоянию на 2012 год Sony была третьим по величине производителем телевизоров в мире и это бизнес-подразделение было убыточным в течение восьми лет подряд.
С 2011 года Sony начала реструктуризацию своего убыточного телевизионного бизнеса, в основном за счёт сокращения бизнес-единиц и передачи производства дисплейных панелей таким компаниям, как Sharp Corporation, LG Display и Samsung Electronics.
В июле 2009 года Sony и Sharp объявили о оздании Sharp Display Products Corporation («SDP»), совместного предприятия по производству и продаже ЖК-панелей и модулей большого размера. Соглашение было в 2012 году расторгнуто. Дочерняя компания Sony по производству небольших ЖК-дисплеев и бизнес-подразделение по производству OLED-дисплеев среднего и большого размера стали частью Japan Display и JOLED соответственно.
В 2017 году Sony начала выпуск OLED-телевизоров под брендом Bravia. В мае 2021 года компания представила два новых телевизора линейки Bravia с искусственным интеллектом.

#### Фотография и видеосъёмка

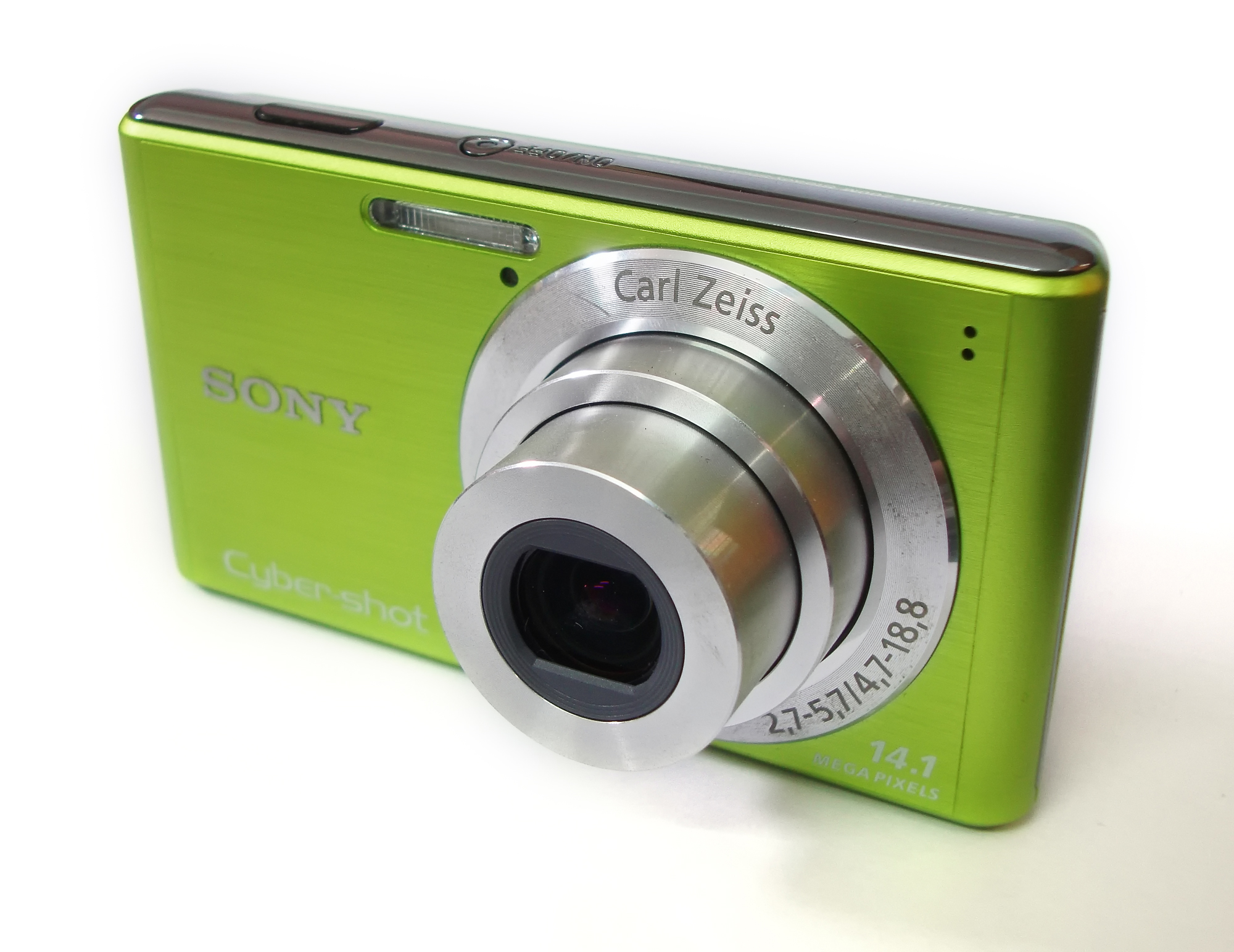
Цифровая камера Sony Cyber-shot

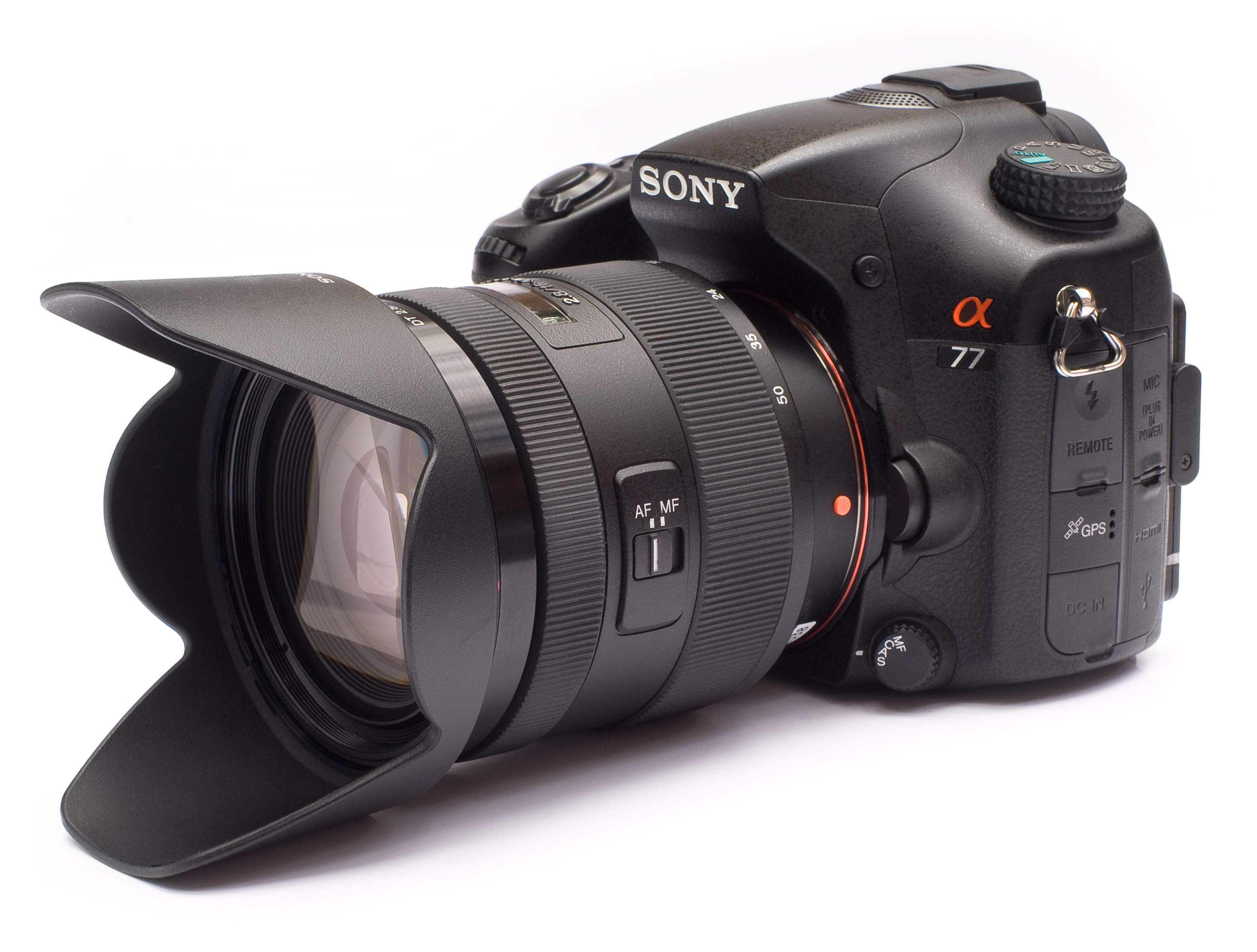
Камера Sony α77

Sony предлагает широкий выбор цифровых фотоаппаратов, модели которых называются Cyber-shot, в то время как цифровые однообъективные зеркальные модели имеют марку Alpha. Также Sony производит экшен-камеры и видеокамеры, а продукция кинематографического класса продаётся под маркой CineAlta.
Sony продемонстрировала прототип Sony Mavica в 1981 году и выпустила его на потребительский рынок в 1988 году.
Первый Cyber-shot был представлен в 1996 году.
Доля Sony на рынке цифровых камер упала с 20 % до 9 % к 2005 году.
Sony вышла на рынок цифровых однообъективных зеркальных фотоаппаратов в 2006 году, приобретя подразделение камер Konica Minolta. Sony переименовала линейку фотоаппаратов в линейку Alpha. Sony является третьим по величине производителем фотоаппаратов в мире после Canon и Nikon.
В 2010 году Sony представила свои первые беззеркальные камеры со сменными объективами NEX-3 и NEX-5. Также была запущена новая система крепления объективов Байонет E.
В марте 2023 года Sony совместно с японской фирмой QD Laser выпустила фотокамеру Sony DSC-HX99 для людей с нарушениями зрения. В неё встроен лазерный проектор, который направляет захваченное камерой изображение на сетчатку глаза.

#### Компьютеры

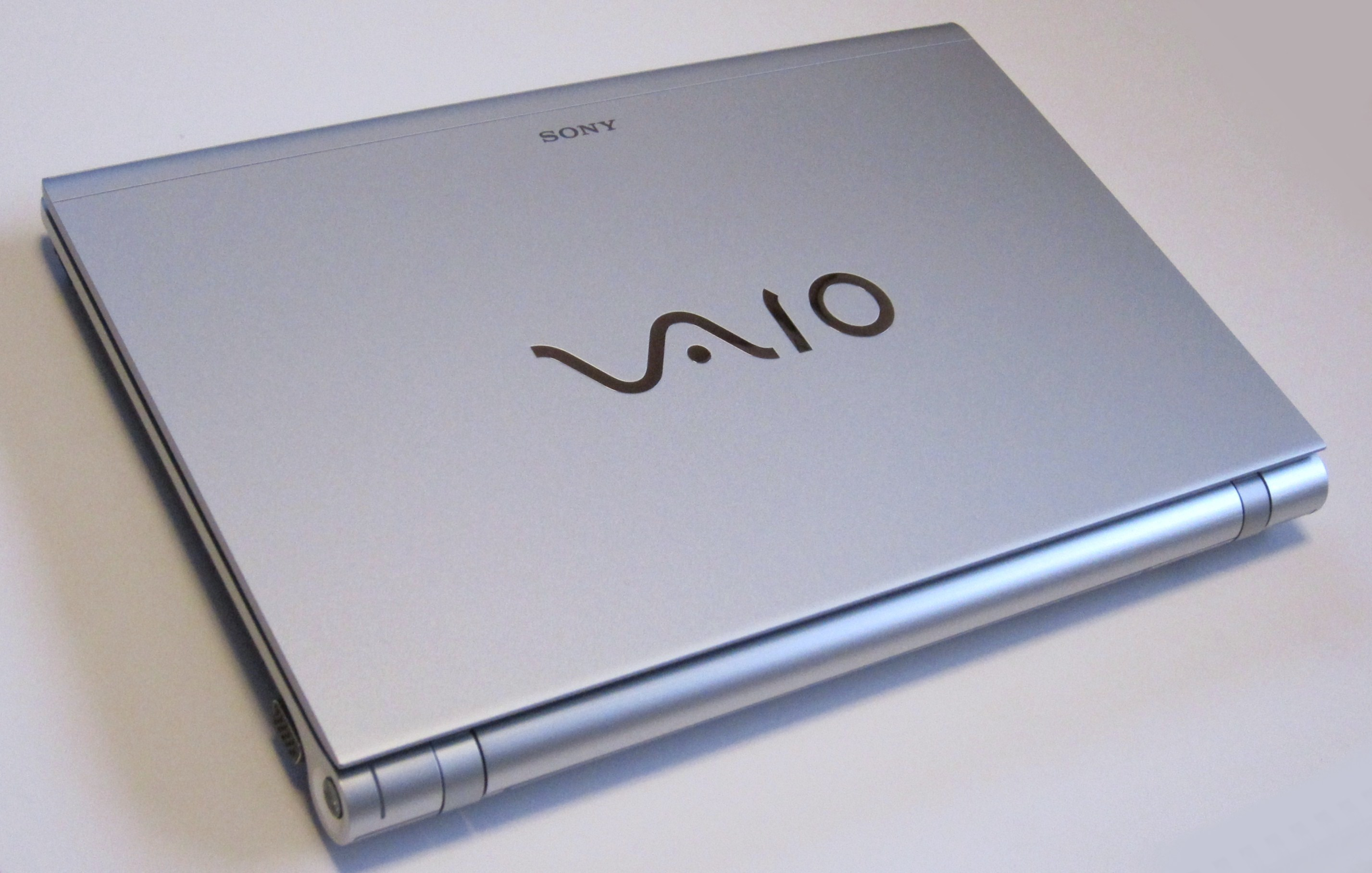
Ноутбук Sony Vaio

Sony производила компьютеры (домашние компьютеры MSX и рабочие станции NEWS) в 1980-х годах. Компания ушла из компьютерного бизнеса примерно в 1990 году.
В 1996 году Sony снова вышла на мировой компьютерный рынок с новым брендом VAIO (сокращенно от «Video Audio Integrated Operation»). Эта линейка компьютеров стала первым брендом компьютеров, в котором были выделены визуально-звуковые функции.
Sony столкнулась со значительными проблемами в 2006 году, когда в некоторые ноутбуках взорвались аккумуляторы. Это привело к крупнейшему на тот момент отзыву компьютеров в истории.
В 2011 году компания запустила линейку планшетов Sony Tablet на базе Android. С 2012 года продукты Sony на Android продаются под брендом Xperia, используемым для её смартфонов.
В феврале 2014 года Sony объявила, что продаст свой бизнес персональных компьютеров VAIO из-за плохих продаж. Его купила японская компания Japan Industrial Partners (JIP). По состоянию на 2018 год Sony сохранила 5 % акций компании.

#### Здравоохранение и биотехнологии
Sony нацелена на секторы медицины, здравоохранения и биотехнологий как на развивающийся в будущем сектор. Компания приобрела iCyt Mission Technology, Inc. (переименованную в Sony Biotechnology Inc. в 2012 году), производителя проточных цитометров в 2010 году, и Micronics, Inc., разработчика диагностических инструментов на основе микрофлюидики в 2011 году.
В 2012 году Sony объявила о приобретении всех акций So-net, крупнейшего акционера M3, Inc., оператора портальных сайтов (m3.com, MR-kun, MDLinx и MEDI: GATE) для медицинских работников.
28 сентября 2012 года Olympus и Sony объявили, что две компании создадут совместное предприятие для разработки новых хирургических эндоскопов с разрешением 4K (или выше) и возможностями 3D. Sony Olympus Medical Solutions Inc. (Sony 51 %, Olympus 49 %) была основана 16 апреля 2013 года.
28 февраля 2014 года Sony, M3 и Illumina создали совместное предприятие под названием P5, Inc. Оно предоставляет услуги анализа генома исследовательским учреждениям и предприятиям в Японии.

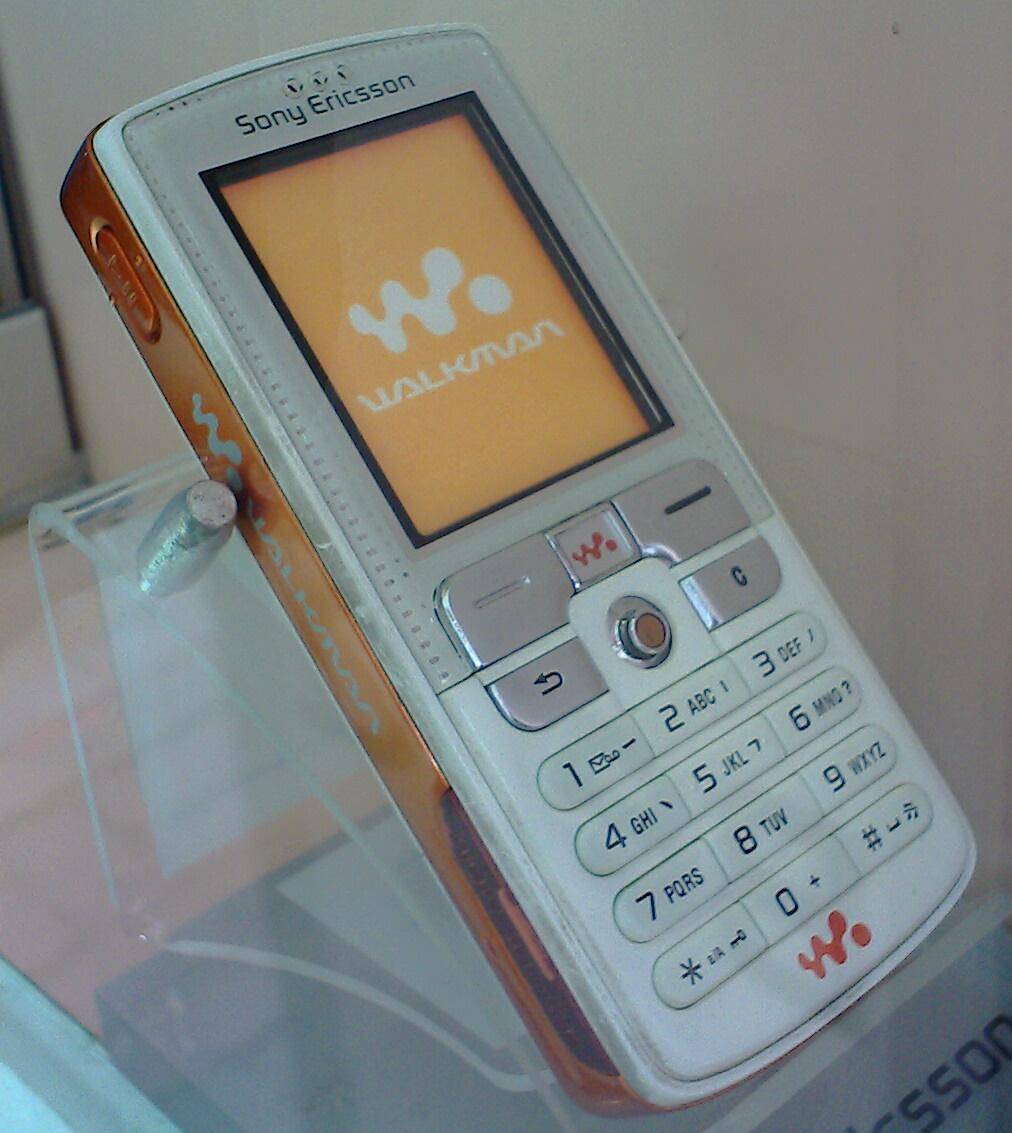
Sony Ericsson W800i

#### Телефоны
В 2000 году Sony была незначительным игроком на рынке мобильных телефонов с долей менее 1 %. В 2001 году Sony создала совместное предприятие со шведской телекоммуникационной компанией Ericsson, названное Sony Ericsson Mobile Communications. Первоначальные продажи были неустойчивыми, и в 2001 и 2002 годах компания показала убытки. Тем не менее Sony Ericsson достигла прибыли в 2003 году. Компания отличилась мобильными телефонами с поддержкой мультимедиа и такой функцией, как камера.
Sony Ericsson столкнулась с острой конкуренцией со стороны Apple IPhone, выпущенного в 2007 году.
С 2008 по 2010 год в условиях глобального экономического спада Sony Ericsson сократила штат сотрудников на несколько тысяч человек. В 2009 году Sony Ericsson была четвёртым по величине производителем мобильных телефонов в мире (после Nokia, Samsung и LG).

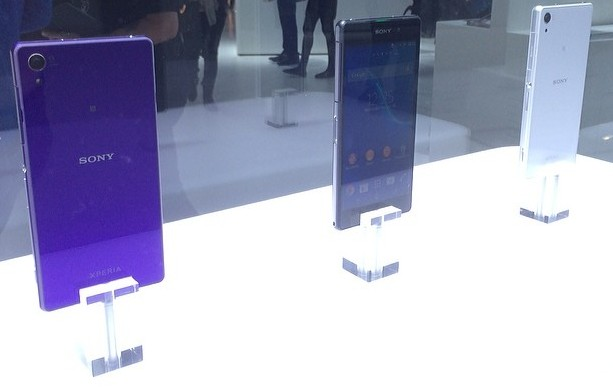
Sony Xperia Z2

Sony приобрела долю Ericsson в 2012 году за более чем 1 млрд долларов. С тех пор Sony Mobile сосредоточилась исключительно на рынке смартфонов под брендом Xperia.
В 2013 году доля Sony составила около 2 % рынка мобильных телефонов с продажами 37 млн мобильных телефонов. Продажи Sony Mobile достигли пика в 2014 году и составили 40 млн телефонов, с тех пор объёмы продаж снизились. Sony поставила 13,5 млн телефонов в 2017 году, 6,5 млн в 2018 году и 3,2 млн мобильных телефонов в 2019 году.

#### Робототехника
С конца 1990-х годов Sony выпускает потребительских роботов, в том числе роботов в форме собак под названием AIBO, робота для воспроизведения музыки под названием Rolly и робота-гуманоида под названием QRIO. Несмотря на то, что Sony была пионером в этой области, она прекратила операции с робототехникой на 10 лет из-за финансовых трудностей, и вернулась в эту сферу в 2016 году.
В 2015 году Sony в партнёрстве со стартапом по автономному вождению ZMP INC создала производителя дронов для воздушного наблюдения и разведки под названием Aerosense.
На выставке CES 2021 Sony представила дрон под брендом Airpeak, самый маленький в своём классе, который, по словам компании, может комплектоваться камерой Sony Alpha.

#### Игровые консоли
Линейка консолей выросла из неудавшегося партнёрства с Nintendo. Первоначально Nintendo попросила Sony разработать надстройку для её SNES, которая воспроизводила бы компакт-диски. В 1991 году Sony анонсировала дополнение, а также специальную консоль, известную как Play Station. Однако разногласия по поводу лицензирования программного обеспечения для консоли привели к провалу партнёрства. Затем Sony продолжила проект самостоятельно.

## Особенности менеджмента
Ведущий идеолог Sony Сигеру Кобаяси указывает, что корпорация управляется в соответствии «со строгим следованием дзен-буддистскому принципу My», что делает управление эффективным. Кобаяси отмечает, что под Му в дзэн понимается «неопредмечивание» или «неовеществление». В Sony данный принцип применяется для отказа от следования строгим планам. Менеджеру корпорации в соответствии с принципом Му необходимо проявлять «максимальную гибкость», чтобы не стать бюрократом, а корпорации «избежать окостенения, несмотря на свои огромные размеры».

## Собственники и руководство
Крупнейшими держателями акций Sony Corporation на 2024 год были:
- BlackRock Japan Co., Ltd. — 7,43 %;
- Sumitomo Mitsui Trust Asset Management Co., Ltd. — 6,52 %;
- Capital Research and Management Company — 6,85 %
- Nomura Asset Management Co., Ltd. — 5,01 %.

Руководство:
- Кэнитиро Ёсида (Kenichiro Yoshida, род. 20 октября 1959 года) — председатель с 2020 года и генеральный директор с 2018 года, в компании с 1983 года.
- Хироки Тотоки (Hiroki Totoki, род. 17 июля 1964 года) — президент с 2023 года, также главный финансовый директор, главный операционный директор, председатель подразделения Sony Interactive Entertainment; в компании с 1987 года.

## Дочерние компании
Основные дочерние компании по состоянию на 2024 год:
- Sony Interactive Entertainment Inc. (Япония, 100 %)
- Sony Music Entertainment (Japan) Inc. (Япония, 100 %)
- Sony Corporation (Япония, 100 %)
- Sony Global Manufacturing & Operations Corporation (Япония, 100 %)
- Sony Network Communications Inc. (Япония, 100 %)
- Sony Marketing Inc. (Япония, 100 %)
- Sony Semiconductor Solutions Corporation (Япония, 100 %)
- Sony Semiconductor Manufacturing Corporation (Япония, 100 %)
- Sony Semiconductor Energy Management Corporation (Япония, 100 %)
- Sony Storage Media Solutions Corporation (Япония, 100 %)
- Sony Global Solutions Inc. (Япония, 100 %)
- Sony Financial Group Inc. (Япония, 100 %)
  - Sony Life Insurance Co., Ltd. (Япония, 100 %)
  - Sony Bank Inc. (Япония, 100 %)
  - Sony Assurance Inc. (Япония, 100 %)
- Sony Corporation of America (США, 100 %)
  - Sony Interactive Entertainment LLC (США, 100 %)
  - Sony Music Entertainment (США, 100 %)
  - Sony Music Publishing LLC (США, 100 %)
  - Sony Pictures Entertainment Inc. (США, 100 %)
  - Columbia Pictures Industries, Inc. (США, 100 %)
  - CPT Holdings, Inc. (США, 100 %)
  - Sony Electronics Inc. (США, 100 %)
- Sony Interactive Entertainment Europe Ltd. (Великобритания, 100 %)
- Sony Europe B.V. (Великобритания, 100 %)
- Sony Global Treasury Services Plc (Великобритания, 100 %)
- Sony Overseas Holding B.V. (Нидерланды,100 %)
- Sony (China) Limited (КНР, 100 %)
- Sony EMCS (Malaysia) Sdn. Bhd. (Малайзия,100 %)
- Sony Electronics (Singapore) Pte. Ltd. (Сингапур, 100 %)
- Sony Device Technology (Thailand) Co., Ltd. (Таиланд, 100 %)